# Hygrotus lagari
Hygrotus lagari é uma espécie de insetos coleópteros pertencente à família Dytiscidae.
A autoridade científica da espécie é Fery, tendo sido descrita no ano de 1992.
Trata-se de uma espécie presente no território português.